# Literatura română naturalistă
În literatura română, se poate vorbi de naturalism încă de la Ioan Slavici, în Moara cu Noroc, curentul definitivându-se prin semnalarea și notarea senzațiilor fizice și fiziologice (transpirație, "inima care bate gata să-i sară din piept"). 
Naturalismul în literatura română va conduce la nașterea realismului.
Romanul Groapa a lui Eugen Barbu este, poate, cel mai bun exemplu pentru literatura naturalistă. Opera prezintă povestea mahalalei Cuțarida, așezată pe marginea uneia dintre cele 5 gropi de gunoi ale Bucureștiului interbelic. Microuniversul descris împletește viața dură a gunoierilor pungași cu cea a micilor afaceriști care s-au ridicat din mila boierilor și din afaceriști mai puțin loiale. Între moartea măcelarului Marin Pisică și viața pe care o duce Stere cârciumarul, naturalismul crud înflorește printre gunoaie și cadavre uitate, dezvoltând, pe tot parcursul romanului, o patologie a mizerabilului.
Un alt scriitor român care a fost apropiat de estetica naturalismului este Ion Luca Caragiale. În nuvelele sale Păcat, În vreme de război, Grand Hotel Victoria Română sau O făclie de Paște, Caragiale a folosit numeroase procedee naturaliste.
Alte influențe naturaliste în literatura română întâlnim în operele lui Barbu Ștefănescu Delavrancea (1858-1918) - îndeosebi în nuvela Hagi-Tudose și în cea a lui Liviu Rebreanu (1885-1944) - pasajele naturaliste din romanele Ion și Răscoala.